# Paharpur (Paquistão)
Paharpur é uma cidade do Paquistão localizada na Província de Caiber Paquetuncuá.